# Kwadjo Anani
Kwadjo Anani, né le 13 décembre 1999 à Brescia, est un judoka ghanéen et italien.

## Carrière
Kwadjo Anani dispute sous les couleurs du Ghana les Jeux olympiques de 2020 à Tokyo, où il est éliminé au deuxième tour de la catégorie des poids moyens par le Sud-Coréen Gwak Dong-han.
Aux Championnats d'Afrique de judo 2021 à Dakar, il remporte la médaille d'argent dans la catégorie des moins de 90 kg, perdant en finale contre l'Algérien Abderrahmane Benamadi.
Il participe ensuite sous les couleurs de l'Italie aux Jeux européens de 2023 (qui font office de Championnats d'Europe par équipe mixte) à Krynica-Zdrój, remportant la médaille de bronze.